# Hydrophis stokesii
Espèce
Synonymes
- Hydrus stokesii Gray, 1846
- Disteira stokesii (Gray, 1846)
- Astrotia stokesii (Gray, 1846)
- Hydrophis schizopholis Schmidt, 1846
- Hydrus annulatus Gray, 1849
- Hydrophis güntheri Theobald, 1868
- Hydrophis granosa Anderson, 1871
- Hydrophis guttata Murray, 1887

Statut de conservation UICN

 LC  : Préoccupation mineure
Hydrophis stokesii ou serpent marin de Stokes est une espèce de serpents de la famille des Elapidae.

## Habit et répartition
Cette espèce marine se rencontre dans le nord de l'océan Indien et l'ouest du océan Pacifique dans les eaux du Pakistan, de l'Inde, du Sri Lanka, de la Chine, de Taïwan, des Philippines, du Viêt Nam, de la Thaïlande, de la Malaisie, de l'Indonésie, de la Papouasie-Nouvelle-Guinée et de l'Australie.
Elle vit dans les eaux troubles des baies et des estuaires ainsi que sur les fonds de sable, de vase et de corail jusqu'à une profondeur de 25 m.

## Description
Le serpent marin de Stokes est un serpent venimeux qui peut atteindre 1,5 m et peser de 2 à 5 kg. Bien qu'ayant de longs crocs et étant parfois agressif, on ne connaît pas de cas de morsures mortelles pour l'homme.
Il est de couleur très variable : crème, brun ,noir ... Le diamètre de son corps peut approcher les 20 cm.
Il est ovovivipare et met à bas de 5 à 20 petits. Il se nourrit de poissons. 
On observe parfois des migrations groupées de plusieurs centaines d'individus, à travers le détroit de Malacca par exemple.

## Étymologie
Cette espèce est nommée en l'honneur de John Lort Stokes.

## Publication originale
- Gray, 1846 : Descriptions of some New Australian Reptiles. Discoveries in Australia, vol. 1, p. 502 (texte intégral).